# Уайт, Диллиан
Диллиан Уайт (англ. Dillian Whyte; род. 11 апреля 1988, Порт-Антонио, Ямайка) — британский профессиональный боксёр, ямайского происхождения, выступающий в тяжёлой весовой категории. Среди профессионалов бывший «временный» чемпион мира по версии WBC (2019—2020, 2021—2022) и обязательный претендент на титул чемпион мира по версии WBC (2019—2020), чемпион по версиям WBC Silver (2017—2019) и WBO International (2018—2019) в тяжёлом весе.
Бывший кикбоксер, чемпион Европы и двукратный чемпион Великобритании по кикбоксингу по версии K-1. В течение пяти лет занимал первое место в рейтинге лучших кикбоксеров Великобритании. Также участвовал в смешанных единоборствах. 
Лучшая позиция по рейтингу BoxRec — 4-я (март 2019), и является 11-м среди британских боксёров тяжёлой весовой категории — входя в ТОП-40 лучших тяжеловесов всего мира.

## Детство
Уайт родился на Ямайке и переехал в Великобританию с семьёй в возрасте 12 лет. Его дед по отцовской линии был белый ирландец по имени Патрик Уайт, который эмигрировал на Ямайку из Дублина.
В детстве начал заниматься боксом в брикстонском боксёрском зале «Miguel’s Boxing Gym».

## Карьера кикбоксера
Первоначально Уайт был профессиональным кикбоксером, и стал двукратным чемпионом Великобритании в супертяжелом весе по кикбоксингу, и стал чемпионом Европы по версии K1. В течение пяти лет занимал первое место в рейтинге лучших кикбоксеров Великобритании. Рекорд в Кикбоксинге составил 20-1, и после этого Уайт провёл один выигрышный поединок по правилам ММА. Единственное поражение в кикбоксинге потерпевшее от Криса Кноулерса, позже закрыл в реванше.

## Любительская боксёрская карьера
Уайт переучивался для ринга после кикбоксерского стиля. Уайт провёл на любительском ринге всего 7 поединков, не потерпев ни одного поражения, шесть из которых выиграл нокаутом, а в самом первом дебютном бою, победил по очкам будущего олимпийского чемпиона, британца, Энтони Джошуа. По ходу поединка Уайту удалось отправить Джошуа в нокдаун. Уайт планировал завоевать титул чемпиона Англии, но вскоре решил перейти в профессиональный бокс.

## Профессиональная боксёрская карьера
13 мая 2011 года Уайт дебютировал на профессиональном ринге победив по очкам (счёт судьи: 40-36) болгарского джорнимена Таяра Мехмеда (4-10-1).
Проведя 9 успешных поединков, Уайт готовился выйти на бой за титул чемпиона Англии, но был дисквалифицирован сроком на два года за положительный тест на допинг запрещённого жиросжигателя метилгексанеамина. После чего Уайт вернулся в бокс в ноябре 2014 года.
В августе 2015 года Диллиан Уайт нокаутировал в 1-м раунде бразильца Иринея Беато Коста-младшего.

#### Бой с Брайаном Минто
12 сентября 2015 года Уайт нокаутировал во втором раунде американца украинского происхождения, Брайана Минто.

#### Бой с Энтони Джошуа
12 декабря 2015 года состоялся поединок между непобеждёнными Диллианом Уайтом и олимпийским чемпионом 2012 года в тяжёлом весе Энтони Джошуа за титулы чемпиона Великобритании и Британского содружества. Бой начался без всякой разведки, соперники очень активно начали поединок и с первых секунд пошли в размен ударами. В концовке первого раунда Джошуа очень увлёкся атакой и нанёс удар уже после гонга, после чего Уайт бросился ему отвечать (слегка досталось и судье), вследствие этого на ринг выбежали все, кто находился в углах ринга и могла начаться массовая потасовка, но её удалось избежать. Во втором раунде Энтони, увлёкшись атакой, пропустил левый хук от Диллиана, который его серьёзно потряс, но он смог устоять. Уайт изо всех сил пытался добить Джошуа, но сделать этого ему не удалось. После второго раунда Джошуа сделал выводы и стал вести бой более обдуманно и осторожно, но всё равно Уайт иногда серьёзно попадал сопернику, хотя сам Энтони делал это гораздо чаще. Кульминация поединка наступила в седьмом раунде, когда Джошуа удалось нанести сильный правый боковой в висок, после которого Диллиана сильно шатнуло. Энтони бросился на добивание оппонента и в одной из серий провёл точный правый апперкот, после которого Уайт упал на настил ринга и ещё долго не мог подняться. Для Диллиана это поражение стало первым в профессиональной карьере. После боя Джошуа заявил, что готов дать реванш Уайту.

#### Бой с Дэвидом Алленом
30 июля 2017 года в бою за вакантный титул интернационального чемпиона по версии WBC встретился с непобежденным Дэвидом Алленом. Изначально Британская комиссия по контролю за боксом санкционировала бой Уайта с Хьюи Фьюри за вакантный титул чемпиона Британии, но тот отказался от поединка. Уайт победил Аллена единогласным решением судей.

#### Бой с Яном Левисоном
7 октября 2016 года в бою за титул чемпиона Британии и Британского Содружества по версии BBBofC встретился с Яном Левисоном. Левисон начал бой очень агрессивно, однако Уайт выдержал его стартовый натиск, и, начиная со второго раунда, взял контроль над боем в свои руки. Левисон также иногда взрывался опасными атаками, но Уайт был активнее и точнее. В десятом раунде Диллиан Уайт сломал Левисону нос, и по окончании этого раунда тренер Льюисон Дон Чарльз снял своего бойца.
Позже Уайт отказался от титула чемпиона Великобритании и встречи с обязательным претендентом Сэмом Секстоном из за желания сконцентрироваться на более рейтинговых и прибыльных поединках.

#### Бой с Дереком Чисорой
10 декабря 2016 года встретился с бывшим чемпионом Европы Дереком Чисорой. Этот бой прошел в андеркарте боя Энтони Джошуа—Эрик Молина. Поединок выдался чрезвычайно зрелищным и интригующим. Практически весь бой боксеры радовали фанатов бокса яркими разменами. Старт схватки был за Уайтом, но ближе к шестому раунду Чисора, который выступал инициатором большинства разменов, смог перехватить инициативу. Для супертяжелого веса боксеры выбрасывали большое количество ударов. Несколько раз Дерек серьёзно потряс Диллиана, который буквально чудом устоял на ногах. В чемпионских раундах бой также напоминал настоящую войну. В конкурентном бою Уайт одержал победу раздельным решением судей со счетом: 115-114 и 115-113 Уайту, 115-114 Чисоре. Этот бой был признан боем года по версии канала Sky Sports.

#### Бой с Малкольмом Танном
После боя с Чисорой Уайт предложил бой Лукасу Брауну, но тот отказался от поединка. После отмены боя Стиверна с Поветкиным Диллиан Уайт изъявлял желание провести поединок с Бермейном Стиверном, в котором будет разыгран статус обязательного претендента на поединок против Деонтея Уайлдера. который ранее должен был сразиться с россиянином Александром Поветкиным. Но Стиверн не отреагировал на предложение. Уайт также предлагал бой своему соотечественнику Тони Белью после его победы над Дэвидом Хэем, но тот отказался. В итоге соперником Уайта стал Мариуш Вах. Однако вскоре Уайт отказался от боя с Вахом, который был запланирован на 3 июня. Официально причиной отказа Уайта от боя с Вахом указывается травма британца, однако по неофициальной информации, промоутеру Уайта Эдди Хэрну удалось договориться о бое Диллиан с чемпионом мира по версии WBO новозеландцем Джозефом Паркером (23-0, 18 КО). Позже промоутер Уайта предлагал провести бой чемпиону мира Деонтею Уайлдеру, однако тот отказался, сославшись на недостаточную сумму, которую ему предложили.
26 июля 2017 года было объявлено, что Уайт встретится с 45-летним американцем Майклом Грантом, но позже в соперники был выбран малоизвестный 39-летний джорнимен Малкольм Танн. Поединок состоялся 19 августа в США и проходил в андеркарте боя Теренс Кроуфорд— Джулиус Индонго. Уайт четыре раза отправил в нокдаун своего соперника, прежде чем рефери остановил поединок в третьем раунде, присудив Уайту победу техническим нокаутом. Для Уайта это стал первый поединок, проведённый на территории США.

#### Бой с Робертом Хелениусом
28 октября 2017 года в Кардиффе (Уэльс) победил единогласным решением судей Роберта Хелениуса и завоевал вакантный титул чемпиона по версии WBC Silver в супертяжёлом весе. Счет судейских записок: дважды 119-109 и 118-110. Хелениус смог взять в бою лишь два первых раунда. В дальнейшем Уайт нашел свою дистанцию и пристрелялся к оппоненту. Роберт был пассивен, а Уайт за счет активности и постоянного движения вперед смотрелся лучше в этой встрече.

#### Бой с Лукасом Брауном
24 марта 2018 года в Лондоне (Великобритании) встретился с 38-летним непобежденным австралийцем Лукасом Брауном, бывшим «регулярным» чемпионом мира по версии WBA. На кону стоял титул WBC Sliver, принадлежащий британцу. Уайт доминировал в бою, регулярно нанося точные удары в голову соперника, а также фирменные левые по корпусу. Попытки ветерана сопротивляться были в основном безуспешны. С течением боя на лице Брауна появлялось все больше рассечений и гематом. В начале шестого раунда Уайт левым хуком отправил соперника в глубокий нокаут.

#### Бой с Джозефом Паркером
С самого начала боя противники заняли центр ринга и работали большей частью с дистанции. Паркер выглядел быстрее и точнее в первых раундах, он старался боксировать, тогда как Уайт стремился обратить поединок в вязкую и временами грязную борьбу. Под конец второй трёхминутки Паркер побывал на полу после столкновения головами, но рефери расценил падение новозеландца как нокдаун. С третьего раунда удары Уайта стали больше достигать цели, и поединок выровнялся за счёт силы британца. К середине боя Паркер начал проявлять признаки усталости, и часто опускал руки, а Уайт все чаще доносил мощные попадания и реализовывал преимущество в габаритах. В девятом раунде после точного левого бокового в челюсть Паркер оказался уже в полноценном нокдауне, но смог подняться и продолжить поединок. Новозеландец сохранил больше сил на конец боя и смог заметно потрясти Уайта в одиннадцатом раунде и отправить его на настил ринга тоннажем ударов и точным ударом справа под конец двенадцатого раунда. Диллиана спас финальный гонг. После боя Уайт заявил, что хотел бы провести в апреле на Уэмбли реванш с Энтони Джошуа.

#### Скандальный бой с Оскаром Ривасом
20 июля 2019 года в Лондоне (Великобритания) состоялся бой Уайта с опытным небитым колумбийским боксёром Оскаром Ривасом, в котором Уайт побывав в нокдауне в 9-м раунде все же победил единогласным решением судей (счёт судей: 115-112, 115-112, 116-111) и завоевал титул «временного» чемпиона мира по версии WBC, официально став обязательным претендентом на полноценный титул чемпиона мира в тяжёлом весе.
Но после боя выяснилось, что Диллиан Уайт провалил допинг-тест в преддверии боя — 17 июля UKAD (Британское антидопинговое агентство) опубликовало данные о том, что в допинг-пробе бойца были найдены следы стероида метандиенона (дианобол). Мало того выяснилось, что в 2012 году в его организме уже были выявлены следы метилгексанамина и тогда он получил дисквалификацию на 2 года. После этого в WBC приостановили его статус «временного» чемпиона мира и обязательного претендента на полноценный титул чемпиона мира, а за повторное нарушение правил ему грозит дисквалификация сроком до 4 лет.
7 декабря 2019 года состоялся поединок Диллиана Уайта с Мариушем Вахом. Несмотря на первоначальный котировки и прогнозы, бой выдался очень сложным для Уайта, который вышел на бой в плохой форме и избыточным весом. Диллиан Уайт одержал тяжёлую победу по очкам.

#### Бой с Александром Поветкиным
22 августа 2020 года провёл поединок с россиянином Александром Поветкиным защищая свой титул временного чемпиона мира по версии WBC в тяжелом весе. Первые три раунда прошли с преимуществом Уайта, регулярно попадавшего джебом в голову Поветкина, который, в свою очередь, пытался прорваться в ближний бой. В четвёртом раунде Поветкин дважды побывал в нокдауне, но оба раза сумел вернуться в бой. А уже в начале пятого раунда Поветкин провёл левый апперкот и отправил Уайта в глубокий нокаут. После этого боя Поветкин получил титул временного чемпиона мира по версии WBC, и второстепенный пояс WBC Diamond, а главное — право на бой с действующим чемпионом мира WBC Тайсоном Фьюри.

#### Реванш с Александром Поветкиным
27 марта 2021 года в Гибралтаре состоялся реванш между бойцами. С первых минут стало заметно, что Уайт лучше готов и его удары заставляли Александра терять равновесие и ориентацию. Несколько раз атаки Уайта приходящиеся в блок Александра заставляли его буквально отлетать, откидываться на канаты. Уайт сбивал Поветкина с ног размашистыми ударами. В самом начале 4-го раунда британец попадает мощно справа, после чего Поветкин так и не смог до конца восстановиться, а за 30 секунда до конца раунда российский боксер пропускает снова эффективную атаку справа и пару добивающих ударов у канатов. Рефери видя состояние не стал досчитывать до конца и остановил бой - ТКО4. Это был последний бой Поветкина.

#### Чемпионский бой с Тайсоном Фьюри
23 апреля 2022 года в Лондоне (Великобритания) на стадионе Уэмбли наконец смог реализовать право обязательного претендента и встретиться с чемпионом WBC Тайсоном Фьюри. Бой привлек большое внимание болельщиков и собрал рекорд по посещаемости (более 90 000 зрителей). Перед боем, представители Фьюри и Уайта были вовлечены в серию споров по поводу гонораров боксеров. Диллиан игнорировал публичную часть раскрутки боя, не приходил на пресс-конференции и не делал рекламу боя отмалчиваясь в соцсетях. Такое поведение было обусловлено несогласием в распределении гонораров. По информации Daily Star, Фьюри получит 80 % от суммы, а Уайт — 20 %. Ранее претендент требовал 45 % так как по правилам WBC временный чемпион получает 45 %. Однако Всемирный боксерский совет (WBC) пошел на встречу и одобрил предварительный запрос от Боба Арума, со-промоутера Тайсона Фьюри, который призвал отдать обладателю титула WBC 80 % всего гонорара от боя с Диллианом Уайтом.
Первый раунд бойцы провели в разведке. Уайт неожиданно начал поединок в стойке левши, но неудобств Фьюри не создал. Со второго раунда Фьюри начал регулярно попадать джебом и активно раздёргивать соперника. Уайт бил одиночные силовые удары, периодически работал грязно (бил головой и локтями). В четвёртом раунде бойцы много клинчевали, за что получили замечание рефери. Фьюри начал работать жёстче и в концовке шестого раунда эффектно нокаутировал соотечественника правым апперкотом навстречу. Уайт рухнул на ринг, сумел встать до конца отсчёта, но тут же снова потерял равновесие, вынудив рефери остановить бой. Тайсон Фьюри провёл вторую защиту титула чемпиона мира по версии WBC и остался непобеждённым. Фьюри перебил Уайта по всем показателям: общему количеству точных ударов (76-29), джебам (29-8) и силовым (47-21).

#### Бой с Джермейном Франклиным
26 ноября 2022 года в Лондоне вышел против небитого 28-летнего Джермейна Франклина. Уайт являясь фаворитом и боксируя дома начал бой размеренно и с ленцой работая через джеб с дистанции. Франклин же выбрал тактику работы вторым номером и имея преимущество в скорости рук периодически взрывался хорошими сериями. Уайт пробовал работать по корпусу, чтобы снизить активность американца, но это не приносило плоды. В 5-м раунде рефери отчитал Уайта за удары ниже пояса когда тот попытался взвинтить темп боя. Во второй половине боя инициатива переходила из рук в руки: 7-й и 10-й раунд остались за Уайтом. 9-й уверенно взял американец сумев пошатнув фаворита который к этому моменту изрядно устал. Концовка боя была конкурентной. Счёт судей: 115-115, 116-112 и 116-112 раздельное решение (MD) в пользу британца. Дэвид Хэй посчитал, что в бою ничья 106-106 и три раунда ничейных. Это был первый бой Диллиана Уайта под руководством легендарного тренера Бадди Макгирта.

#### Сорванный реванш с Энтони Джошуа
12 августа 2023 года в Лондоне должен был пройти реванш с Энтони Джошуа. 5 августа стало известно, что Уайт провалил допинг-тест, из-за чего команда Джошуа начала поиски нового оппонента.

#### Бой с Кристианом Хаммером
В начале марта 2024 года стало известно, что комиссия Техаса под лицензией которой выступал боксер оправдала Уайта и вернула лицензию. Почти сразу Уайт объявил о возвращении в бокс и уже 17 марта в Ирландии (Каслбар) провел поединок против немецкого контроллера Кристиана Хаммера. После трех раундов угол немца решил снять своего бойца с боя.Это был первый бой после 16-ти месяцев отстранения.
Бой с Эбенезером Тетте
В ноябре 2024 года подписал контракт на промежуточный бой с ганским гейткипером Эбенезер Тетте (23-1, 20 КО). Поединок прошёл в декабре на Гибралтаре. Британец выглядел расстренированным и медленным, его вес был максимальный с 2019 года. Уровень ганца ниже чем у Уайта, но в конце перого рауна он смог навязать фавориту плотный размен в котором так же доносил. Уайт смог сбросить темп, технично и точно боксируя на набор очков. Статистика ударов показывала солидное преимущество Уайта: 254-132 по выброшенным, 126-42 по точным, за Уатом оставались "high impact landed" сильные акцентированные удары попавшие в цель 19-4. Однако ганец смог вновь навязать обмен в 4-ом отрезке, снова попадает жестким ударом (левый боковой). Уайт смог вернуть контроль лишь когда Тетте сильно устал. После 4-го раунда бойцы устали, что стало сказываться на зрелищности и интенсивности боя. В 6-ом раунде на фоне усталости Уайт оказался на полу во время своей же размашистой атаки. После 6-го раунда показател ударов стали: 275-82 по донесенным, а по high impact 49-9. После 7-го раунда в котором доминировал Уайт, угол африканца решил не продолжать. Уайт победил RTD 7.
На 5 апреля 2025 года в Манчестере был назначен бой с Джо Джойсом, но позже Уайт отказался из-за травмы спины. Следующая дата возвращения была назначена на 7 июня в Ипсвиче в рамка события Фабио Уордли и Джастисом Хуни, однако 4 июня Фрэнк Уоррен сообщил, что Уайт выбывает из этого вечера, потому что ему предложили в августе "большой крупный" бой. 

#### Бой с Мозесом Итаумой
В самом начале июня было оглашено, что соперником Уайта станет топ-проспект дивизона 20-летний Мозес Итаума (12-0, 10 КО). Бой провели 16 августа в Эр-Рияде (Саудовская Аравия). Оба подошли к бою в хорошей форме и с минимальным весом (Уайт 110 кг, Итаума 106 кг.). Поединок завершился в первом раунде. Мозес почти сразу обрушил на оппонента серию ударов в голову и по корпусу. На отметке 1.13 у проспекта прошёл жесткий точный хук справа который привел к нокдауну. Диллиан с трудом встал на ноги, но рефери не позволил продолжить. На кону стояли титулы WBO Inter-Continental, WBA International и вакантный титул чемпиона Содружества в тяжёлом весе. ТКО 1.

## Таблица профессиональных поединков
В таблице перечислены результаты всех поединков боксёров.
В каждой строке указан результат поединка. Дополнительно номер поединка обозначен цветом, который обозначает итог поединка. Расшифровка обозначений и цветов представлена в нижеследующей таблице.
| Пример | Расшифровка                     |
| ------ | ------------------------------- |
|        | Победа                          |
|        | Ничья                           |
|        | Поражение                       |
|        | Планируемый поединок            |
|        | Поединок признан несостоявшимся |
| КО     | Нокаут                          |
| ТКО    | Технический нокаут              |
| PTS    | Решение судей (по очкам)        |
| UD     | Единогласное решение судей      |
| MD     | Решение большинства судей       |
| SD     | Раздельное решение судей        |
| RTD    | Отказ от продолжения боя        |
| DQ     | Дисквалификация                 |
| NC     | Поединок признан несостоявшимся |

| 35 поединков, 31 победа (21 нокаутом), 4 поражения. | 35 поединков, 31 победа (21 нокаутом), 4 поражения. | 35 поединков, 31 победа (21 нокаутом), 4 поражения. | 35 поединков, 31 победа (21 нокаутом), 4 поражения. | 35 поединков, 31 победа (21 нокаутом), 4 поражения.    | 35 поединков, 31 победа (21 нокаутом), 4 поражения. | 35 поединков, 31 победа (21 нокаутом), 4 поражения. |
| Бой                                                 | Рекорд                                              | Дата боя                                            | Соперник                                            | Место проведения боя                                   | Результат                                           | Дополнительно |
| --------------------------------------------------- | --------------------------------------------------- | --------------------------------------------------- | --------------------------------------------------- | ------------------------------------------------------ | --------------------------------------------------- | --- |
| 35                                                  | 31-4                                                | 16 августа 2025                                     | Мозес Итаума (12-0)                                 | anb Arena, Эр-Рияд, Саудовская Аравия                  | TKO 1 (10), 1:59                                    | Бой за титул WBO Inter-Continental (4-я защита Итаумы), WBA International (2-я защита Итаумы) и вакантный титул чемпиона Содружества (Commonwealth Boxing Council) в тяжёлом весе.                      |
| 34                                                  | 31-3                                                | 15 декабря 2024                                     | Эбенезер Тетте (23-1)                               | Europa Point Sports Complex, Гибралтар                 | RTD 7 (10), 3:00                                    | |
| 33                                                  | 30-3                                                | 17 марта 2024                                       | Кристиан Хаммер (21-10)                             | TF Royal Hotel, Каслбар, Ирландия                      | RTD 3 (10), 3:00                                    | |
| 32                                                  | 29-3                                                | 26 ноября 2022                                      | Джермейн Франклин (21-0)                            | Уэмбли Арена, Уэмбли, Лондон, Великобритания           | MD (12)                                             | Счёт: 115-115, 116-112 (дважды). |
| 31                                                  | 28-3                                                | 23 апреля 2022                                      | Тайсон Фьюри (31-0-1)                               | Стадион Уэмбли, Уэмбли, Лондон, Великобритания         | TKO 6 (12), 2:59                                    | Бой за титул чемпиона мира по версиям WBC и The Ring (2-я защита Фьюри) в тяжёлом весе. |
| 30                                                  | 28-2                                                | 27 марта 2021                                       | Александр Поветкин (2) (36-2-1)                     | Europa Sports Park, Гибралтар                          | TKO 4 (12), 2:39                                    | В бою-реванше вернул себе титул временного чемпиона мира по версии WBC (1-я защита Поветкина) в тяжёлом весе.                                                                                           |
| 29                                                  | 27-2                                                | 22 августа 2020                                     | Александр Поветкин (35-2-1)                         | Matchroom Fight Camp, Брентвуд, Эссекс, Великобритания | KO 5 (12), 0:30                                     | Потерял титул временного чемпиона мира по версии WBC (1-я защита Уайта) в тяжёлом весе. Поветкин дважды в нокдауне в 4-м раунде.                                                                        |
| 28                                                  | 27-1                                                | 7 декабря 2019                                      | Мариуш Вах (35-5)                                   | Diriyah Arena, Эд-Диръия, Саудовская Аравия            | UD (10)                                             | Счёт судей: 98-93, 97-93 (дважды). |
| 27                                                  | 26-1                                                | 20 июля 2019                                        | Оскар Ривас (26-0)                                  | O2 Арена, Лондон, Великобритания                       | UD (12)                                             | Счёт судей: 116-111, 115-112 (дважды). Завоевал титул временного чемпиона мира по версии WBC в тяжёлом весе. Уайт в нокдауне в 9-м раунде.                                                              |
| 26                                                  | 25-1                                                | 22 декабря 2018                                     | Дерек Чисора (2) (29-8)                             | O2 Арена, Лондон, Великобритания                       | KO 11 (12), 1:56                                    | Защитил титулы чемпиона по версии WBC Sliver (3-я защита Уайта) и WBO International в супертяжёлом весе (1-я защита Уайта). С Чисоры снято по очку за нарушения правил в 9-м и 11-м раундах.            |
| 25                                                  | 24-1                                                | 28 июля 2018                                        | Джозеф Паркер (24-1)                                | O2 Арена, Лондон, Великобритания                       | UD (12)                                             | Защитил титул чемпиона по версии WBC Sliver (2-я защита Уайта) и завоевал вакантный титул WBO International в супертяжёлом весе. Паркер в нокдауне во 2-м и 9-м раундах. Уайт в нокдауне в 12-м раунде. |
| 24                                                  | 23-1                                                | 24 марта 2018                                       | Лукас Браун (25-0)                                  | O2 Арена, Лондон, Великобритания                       | KO 6 (12), 0:37                                     | Защитил титул чемпиона по версии WBC Silver в супертяжёлом весе (1-я защита Уайта). |
| 23                                                  | 22-1                                                | 28 октября 2017                                     | Роберт Хелениус (25-1)                              | Principality Stadium, Кардифф, Великобритания          | UD (12)                                             | Счёт: 118-110, 119-109 (дважды). Завоевал вакантный титул чемпиона по версии WBC Silver в супертяжёлом весе.                                                                                            |
| 22                                                  | 21-1                                                | 19 августа 2017                                     | Малкольм Танн (24-5)                                | Pinnacle Bank Arena, Линкольн, Небраска, США           | TKO 3 (8), 2:36                                     | Танн четыре раза в нокдауне. |
| 21                                                  | 20-1                                                | 10 декабря 2016                                     | Дерек Чисора (26-6)                                 | Манчестер Арена, Манчестер, Великобритания             | SD (12)                                             | Счёт: 115-113, 115-114, 114-115. Защитил титул чемпиона по версии WBC International. |
| 20                                                  | 19-1                                                | 7 октября 2016                                      | Ян Льюисон (12-2-1)                                 | SSE Hydro, Глазго, Шотландия, Великобритания           | RTD 10 (12), 3:00                                   | Завоевал вакантный титул чемпиона Великобритании по версии BBBofC в тяжёлом весе |
| 19                                                  | 18-1                                                | 30 июля 2016                                        | Дэвид Аллен (9-0-1)                                 | First Direct Arena, Лидс, Великобритания               | UD (10)                                             | Счёт: 100-90, 100-91, 99-91. Завоевал вакантный титул чемпиона по версии WBC International в тяжёлом весе.                                                                                              |
| 18                                                  | 17-1                                                | 25 июня 2016                                        | Ивица Бакурин (25-9-1)                              | O2 Арена, Лондон, Великобритания                       | KO 6 (8), 2:08                                      | |
| 17                                                  | 16-1                                                | 12 декабря 2015                                     | Энтони Джошуа (14-0)                                | O2 Арена, Лондон, Великобритания                       | TKO 7 (12), 1:27                                    | Бой за титулы чемпиона по версии WBC International (3-я защита Джошуа), чемпиона Британского Содружества (1-я защита Джошуа) и чемпиона Великобритании по версии BBBofC в тяжёлом весе.                 |
| 16                                                  | 16-0                                                | 12 сентября 2015                                    | Брайан Минто (41-9)                                 | O2 Арена, Лондон, Великобритания                       | KO 3 (10), 2:36                                     | Завоевал вакантный титул чемпиона по версии WBC Silver International. |
| 15                                                  | 15-0                                                | 1 августа 2015                                      | Иринеу Беато Коста Джуниор (17-4)                   | Craven Park, Hull, Великобритания                      | TKO 1 (8), 2:41                                     | |
| 14                                                  | 14-0                                                | 28 февраля 2015                                     | Бека Лобжанидзе (10-0)                              | Odyssey Complex, Белфаст, Великобритания               | KO 4 (10), 1:10                                     | |
| 13                                                  | 13-0                                                | 7 февраля 2015                                      | Марсело Луис Насименто (18-7)                       | Camden Centre, Лондон, Великобритания                  | KO 2 (8), 0:41                                      | |
| 12                                                  | 12-0                                                | 20 декабря 2014                                     | Камиль Соколовский (1-0)                            | City Hall, Hull, Великобритания                        | TKO 3 (6), 2:23                                     | |
| 11                                                  | 11-0                                                | 28 ноября 2014                                      | Томаш Мразек (9-49-6)                               | Camden Centre, Лондон, Великобритания                  | TKO 3 (6), 2:25                                     | |
| 10                                                  | 10-0                                                | 21 ноября 2014                                      | Анте Веруника (3-1-1)                               | Camden Centre, Лондон, Великобритания                  | TKO 2 (6), 2:30                                     | |
| 9                                                   | 9-0                                                 | 13 октября 2012                                     | Шандон Балог (3-25-4)                               | Bluewater, Стоун, Великобритания                       | TKO 4 (6), 1:13                                     | |
| 8                                                   | 8-0                                                 | 15 сентября 2012                                    | Майкл Холден (10-9-1)                               | Йорк-холл, Лондон, Великобритания                      | TKO 3 (6), 1:35                                     | |
| 7                                                   | 7-0                                                 | 7 июля 2012                                         | Габор Фаркас (6-23-5)                               | Йорк-холл, Лондон, Великобритания                      | KO 2 (6), 1:38                                      | |
| 6                                                   | 6-0                                                 | 19 мая 2012                                         | Зураб Нониашвили (13-7-1)                           | Aintree Equestrian Centre, Ливерпуль, Великобритания   | TKO 1 (6), 0:52                                     | |
| 5                                                   | 5-0                                                 | 2 марта 2012                                        | Кристиан Кирилов (2-0-1)                            | Troxy, Лондон, Великобритания                          | TKO 1 (6), 1:33                                     | |
| 4                                                   | 4-0                                                 | 21 января 2012                                      | Гастингс Расани (22-64-5)                           | Liverpool Olympia, Ливерпуль, Великобритания           | PTS (4)                                             | |
| 3                                                   | 3-0                                                 | 3 декабря 2011                                      | Тони Визик (1-2-1)                                  | Йорк-холл, Лондон, Великобритания                      | TKO 3 (4), 1:46                                     | |
| 2                                                   | 2-0                                                 | 16 сентября 2011                                    | Ремигиус Зияус (17-40-3)                            | Коронет, Лондон, Великобритания                        | PTS (4)                                             | |
| 1                                                   | 1-0                                                 | 13 мая 2011                                         | Тайяр Мехмед (4-10-1)                               | Medway Park, Джиллингем, Великобритания                | PTS (4)                                             | Профессиональный дебют. |

## Награды
- Бой года (с Дереком Чисорой) по версии канала Sky Sports (2016).
- Раунд года (с Дереком Чисорой) по версии канала ESPN (2016).

## Личная жизнь
- Диллиан имеет троих детей (двух мальчиков и девочку). Первый ребёнок родился, когда Уайту было всего 13 лет.
- В числе его боксёрских кумиров: Джек Демпси, Сонни Листон, Кевин Джонсон, Арчи Мур, Леннокс Льюис и Джеймс Тони.